# Сара-Кейт Линч
Сара-Кейт Линч (на английски: Sarah-Kate Lynch) е новозеландска журналистка и писателка, авторка на произведения в жанрове любовен роман, мемоари и документалистика.

## Биография и творчество
Сара-Кейт Линч е родена на 2 май 1962 г. Клайд, Нова Зеландия. Има ирландски корени.
След дипломирането си в продължение на 20 години работи като журналистка за списания и радиостанции в Нова Зеландия, Сидни, Австралия и Лондон, Англия. Пише като колумнист в New Zealand Woman's Weekly, а после в New Zealand Woman's Day, най-продаваното седмично списание в Нова Зеландия. Като журналист пише за кулинария, облекло и пътувания. Работила е и като производител на сирене. Постепенно се насочва към писането на художествена литература.
Първият ѝ любовен роман „Намирането на Том Конър“ (Finding Tom Connor) е издаден през 2000 г., вдъхновен от пътуването ѝ до роднини в Ирландия. Вторият ѝ роман „Благословени са производителите на сирене“ (Blessed Are the Cheesemakers) от 2002 г. е история за двама световноизвестни производители на сирене, Джоузеф Кориган и Джоузеф Фийхан, и тяхната необичайна млечна ферма в графство Корк, и за усилията им да намерят свои заместници, когато се пенсионират. А между двамата кандидати, Стивънс и Аби, възниква остро съперничество и любов. Следващият ѝ роман, „Само с хляб“ (By Bread Alone), от 2003 г. е история за хлебопекарката Есме, която се премества със съпруга и сина си от Лондон в Съсекс, но въпреки богатото имение ѝ липсва стария живот.
От 2016 г. започва да пише и като сценарист. По неин текст и сценарий е направен през 2020 г. телевизионния минисериал The Sounds (Звуците).
Сара-Кейт Линч живее със семейството си в Нова Зеландия – в Куинстаун (Южен остров) и в Окланд.

## Произведения

### Самостоятелни романи
- Finding Tom Connor (2000)[1][2][3][5]
- Blessed Are (2002) – издаден и като Blessed Are the Cheesemakers
- By Bread Alone (2003)
- Eating with the Angels (2004)
- House of Joy (2006) – издаден и като The House of Peine / House of Daughters
- On Top of Everything (2008)
- Dolci di Love (2011)
- The Wedding Bees (2014)
Сватбени пчели, изд. „Слънце“ (2014), прев. Мария Михайлова
- Heavenly Hirani's School of Laughing Yoga (2014)

### Документалистика
- Stuff If (1997)[1][2]
- Screw You Dolores (2014) – мемоари

### Екранизации
- 2016 – 2018 800 Words – тв сериал, 5 епизода
- 2018 The Bad Seed – тв сериал
- 2020 The Sounds – тв минисериал, 8 епизода
- 2021 The Brokenwood Mysteries – тв сериал, 1 епизод